# Schoenlandella obscuriceps
Schoenlandella obscuriceps är en stekelart som först beskrevs av Fischer 1958.  Schoenlandella obscuriceps ingår i släktet Schoenlandella och familjen bracksteklar. Inga underarter finns listade i Catalogue of Life.